# 湘南藤沢カップ 全国中学生ビーチバレーボール大会
- 湘南藤沢カップ 全国中学生ビーチバレー大会

湘南藤沢カップ 全国中学生ビーチバレーボール大会（しょうなんふじさわカップ ぜんこくちゅうがくせいビーチバレーボールたいかい）は、日本バレーボール協会・日本ビーチバレーボール連盟などが主催する中学生年代の4人制ビーチバレーボール大会である。
2010年8月14・15日に藤沢市制施行70周年記念イベントとして鵠沼海岸でビーチバレージャパンとの併催で第1回大会が開催された。

## チーム編成
中学生男子・女子の部とする。
男女とも学校単位、クラブ、複数校、いずれの参加も可とする。

## 大会方式
男女とも3チームによる予選グループ戦を行い、各グループ1位・2位のチームが決勝トーナメントに進出。
各グループ3位のチームは、交流トーナメントを行う。